# Surat Sukha
Surat Sukha ou สุรัตน์ สุขะ en thaï, né le 27 juillet 1982 à Sakon Nakhon, est un footballeur thaïlandais. Il est le frère jumeau de Suree Sukha, qui est aussi un footballeur professionnel.

## Palmarès

### En club
- Chonburi :
  - Champion de Thaïlande en 2007.
  - Vainqueur de la Kor Royal Cup en 2008 et 2009.

- Buriram United :
  - Champion de Thaïlande en 2011.
  - Vainqueur de la Coupe de Thaïlande en 2011.